# Capelica
Egone là một chi bướm đêm thuộc họ Noctuidae.